# قلمرو دوتایی
قلمرو دوتایی نام یک بازی تیراندازی سوم شخص ساختهٔ ۲۰۱۲ سگا برای ماکروسافت ویندوز، ایکس باکس ۳۶۰ و پلی استیشن ۳ می‌باشد. داستان بازی در زمان ۲۰۸۰ میلادی و زمان طغیان روبات‌ها می‌گذرد.

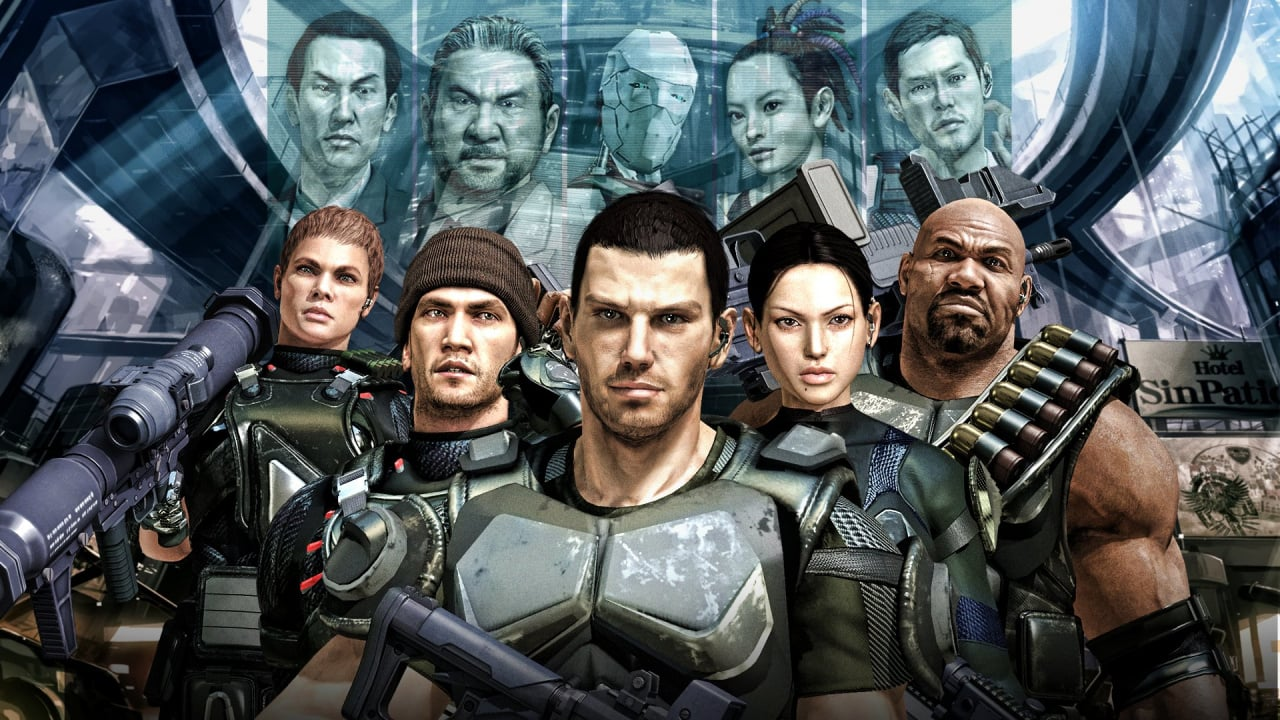
بازی قلمرو دوتایی

## داستان
در سال ۲۰۸۰، بخاطر گرم شدن کره زمین، سیل‌های فراوانی آمده؛ در پی این سیل‌ها، بخش زیادی از مکان‌های دنیا نابود و غیرقابل سکونت شده؛ دولت‌ها سعی می‌کنند شهرهایی بالای آب‌ها بسازند اما بسیاری از مردم کشته شدند و نیروی کافی برای ساخت این کار نیست؛ برای همین روبات‌ها به عنوان نیروی کار عمل می‌کنند. اما پس از مدتی کنترل ربات‌ها از دست خارج می‌شود؛ حال نیروهای کمکی به دشمن تبدیل شده‌اند.
دن مارشال و بیگ بو (روی بوآتنگ) از گروه خدمه زنگ آمریکا به ژاپن فرستاده می‌شوند. دن و بو پس از مدتی جنگ با ربات‌ها با افرادی جدید آشنا می‌شوند، چارلز گرگوری، راچل تاونسند و فی لی.

## شخصیت‌ها

### خدمه زنگ
- دن مارشال:دن در خانواده‌ای از طبقه کارگر و فقیر در آمریکا به دنیا آمد. او برای فرار از فقر به نیروهای ویژه ارتش آمریکا پیوست؛ و در همان‌جا با بیگ بو آشنا شد؛ اما پس از مدتی استعداد او در تیراندازی، رنجری و... آشکار شد و به همراه بیگ بو به تیم خدمه زنگ راه یافت.
- روی بوآتنگ (بیگ بو):بو نیز مانند دن از خانواده‌ای فقیر به دنیا آمد و برای فرار از فقر به نیروهای ویژه آمریکا پیوست؛ او در کالج راگبی کار بوده.
- کین:کین یک روبات فرانسوی از نوع CN_7 است. او بخاطر حفظ امنیت مردم به کمک خدمه زنگ شتافت.
- فی لی:فی لی یکی از بهترین سربازان و تک تیراندازان ارتش آزادی بخش خلق چین است. او با استفاده از مهارت‌های خود به گروه خدمه زنگ راه یافته.
- چارلز گرگوری:یک افسر بریتانیایی که مدتی در گارد سلطنتی بریتانیا خدمت کرده. چارلز به عنوان افسر فرمانده گروه خدمه زنگ خدمت می‌کند.
- راچل تاوسند: راچل تاوسند نیز مانند و در کنار چارلز در گارد سلطنتی بریتانیا خدمت می‌کرده، او بخاطر قدرت بدنی و ورزشکاری اش به گروه خدمه زنگ راه پیدا کرده.

### نیروهای مقاومت
- آکیرا شیندو:رهبر یک واحد نیروهای چریکی ضد دولت که به همراه گروه اش در خرابه‌های شهر توکیو زندگی می‌کنند؛ او نیز مانند دن و بو در محله‌های فقیرنشین به دنیا آمده؛ اوبرای کمک به مردم فقیر به گروه خدمه زنگ کمک می‌کند.
- یوکی:یک دختر ژاپنی که در محله‌های فقیرنشین زندگی می‌کند و در رساندن گروه خدمه زنگ به جاهای مختلف به آن‌ها کمک می‌کند.

### پلیس
- کوروساوا:یک افسر پلیس که ابتدا خدمه زنگ را گروهی متجاوز به خاک ژاپن می‌داند با آن‌ها دشمنی می‌کند اما بعد از اینکه از نیت خوب آن‌ها با خبر می‌شود به آن‌ها یاری می‌رساند.